# Tropischer Wald

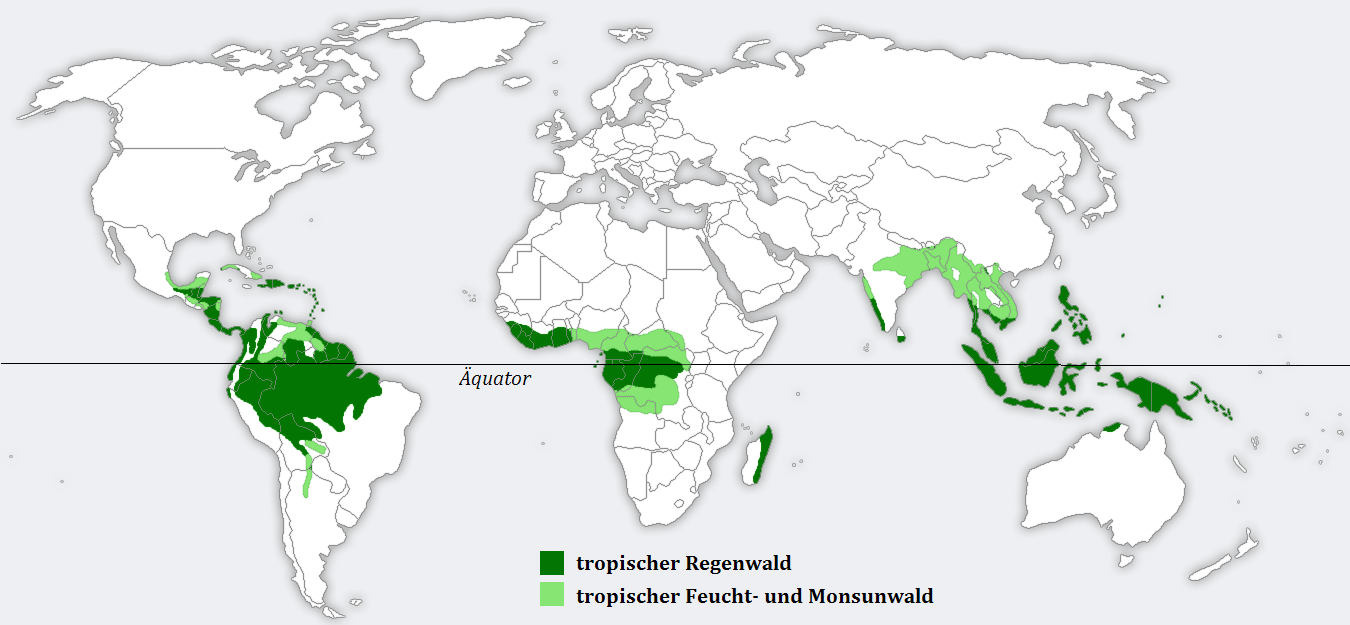
Tropische Regen- und Feuchtwälder

Tropische Wälder findet man zwischen dem Äquator und 23,5° nördlicher und südlicher Breite. Die Temperaturen und Tageslängen sind in diesen Gebieten relativ konstant, so dass die Vegetationsperioden durch die sehr variablen Niederschläge bestimmt sind. Tropische Wälder unterscheiden sich in tropische Trockenwälder (42 %), tropische laubabwerfende Wälder (32 %, besonders Monsunwälder) und tropische Regenwälder (25 %).
Seit 2001 wurde mit der Erhebung von Satellitendaten begonnen, den Verlust des tropischen Waldes zu dokumentieren. Einem jährlichen Global Forest Watch-Bericht der Universität Maryland zufolge war der Verlust an Tropenwald im Jahr 2018 mit 120.000 km² der dritthöchste bisher gemessene Verlust.

## Tropische Trockenwälder
Tropische Trockenwälder findet man in tiefgelegenen Gebieten, in denen es zu ausgedehnten Dürreperioden kommt. Hier wachsen vor allem dornige Sträucher und Bäume sowie Sukkulenten. Die Blätter der Bäume sind fieder- bzw. robinienförmig und die Bäume haben breite Schirmkronen vom Akazientyp, sind weitgehend feuerfest und haben Wurzeln, die bis zum Grundwasser gehen (bis zu 40 m). Beispiele für tropische Trockenwälder sind die Zebilwälder des Gran Chaco, die Miombowälder Ostafrikas, die Mopane-Wälder Angolas und die Teakwälder Südostasiens.

## Tropische laubabwerfende Wälder
In Gebieten mit ausgedehnten Regen- und Dürrezeiten findet man die tropischen laubabwerfenden Wälder. Wenn der Wasserverlust durch Transpiration die Wasservorräte übersteigt, werden die Blätter als Schutz vor Austrocknung abgeworfen. Erst in der nächsten schweren Monsun- oder Regenzeit treiben die Pflanzen erneut aus. Diese Wälder werden auch tropische Feuchtwälder genannt. Die an 2,5 bis 5 Monate Trockenzeit angepasste Ausprägung wird u. a. als Monsunwald bezeichnet und ist eine Unterart der tropischen laubabwerfenden Wälder.

## Tropische Regenwälder
Der tropische Regenwald befindet sich in der Nähe des Äquators zwischen 10° südlicher und 10° nördlicher Breite, wo Niederschläge regelmäßig stattfinden und ca. 250 Zentimeter im Jahr übersteigen. Es gibt keine ausgeprägten Trockenzeiten – der Wald ist im Gegensatz zu den zwei anderen Typen immerfeucht und immergrün. Er beheimatet die größte Artenvielfalt, und die Baumarten werden bis zu 60 Meter hoch.